# Mary Virginia Carey
Mary Virginia Carey (* 19. Mai 1925 in New Brighton, England; † 27. Mai 1994 in Kalifornien) war eine US-amerikanische Schriftstellerin. Bekannt wurde sie durch ihr Mitwirken an der Jugendbuchserie Die drei ???.

## Leben
Mary Virginia Carey wurde 1925 in England geboren. Noch im selben Jahr wanderte ihre Familie in die USA aus. Ihr Vater, John Cornelius, arbeitete als Ingenieur, ihre Mutter war Mary Alice Carey. Carey besuchte das College of Mount St. Vincent in Riverdale (New York), wo sie 1946 ihren Abschluss machte. Im Jahr 1948 begann Carey als Publizistin zu arbeiten. Im Jahr 1955 erlangte sie die US-amerikanische Staatsbürgerschaft und wurde Angestellte bei den Walt Disney Productions in Burbank (Kalifornien). Dort arbeitete sie 14 Jahre lang als Autorin. Zwischen 1969 und ihrem Tod 1994 war Mary Carey freischaffende Schriftstellerin. Sie war Mitglied in der Schriftstellervereinigung PEN und setzte sich in Verbindung damit gegen Völker- und Rassenhass sowie für gegenseitige Achtung und die Freiheit der Meinungsäußerung ein.

## Die Drei???
1971 schrieb Carey mit The Mystery of the flaming footprints (Die Drei ??? und die flammende Spur) ihr erstes Buch in der Reihe The Three Investigators. Sie war damit die erste Autorin, die an der Serie mitschrieb. Da der Verlag die Tatsache, dass eine Frau Autorin einer Buchserie war, die für Jungen geschaffen wurde, nicht unnötig publik machen wollte, erschienen ihre Bücher unter dem Kürzel M. V. Carey. Es folgten 14 weitere Bücher, die alle zeitnah in die deutsche Sprache übersetzt wurden. Das 16. Buch mit dem Titel The Mystery of the Counterfeit Train Crash wurde aufgrund der Einstellung der Serie beim ursprünglichen US-Verlag Random House erst 2024 – somit fast 40 Jahre später – bei Kosmos als Die drei ??? und der schreiende Zug (das verschollene Manuskript) veröffentlicht. Buch 17, The Case of the Savage Statue, erschien 2014 im zweiten Top-Secret-Schuber. 
Auffällig ist, dass Carey in ihren Büchern die Handlung oft weg vom Wohnort der Drei ??? verlegte. Es wird spekuliert, ob sie die Bücher damit vielseitiger gestalten wollte, oder sich in einer imaginären Stadt, die jemand anderes kreiert hatte, nicht sicher fühlte. Dabei ist aber zu bedenken, dass die Originalbücher von Robert Arthur, wie viele Geschichten von Carey, Rocky Beach nur als Beginn der Handlung und für einige kurze Szenen auf dem Schrottplatz nutzten. Die meisten Geschichten Arthurs spielen hauptsächlich in Los Angeles und im Falle der Geisterinsel und der silbernen Spinne an ganz anderen Orten.

## Preise
Für ihr Buch A Place for Allie gewann Mary Carey 1986 den Preis des Children’s Literature Council of Southern California.

## Werke (Auswahl)

### Veröffentlichungen für die Walt Disney Productions
- 1961: Walt Disney’s Babes in Toyland
- 1963: The Sword in the Stone (Die Hexe und der Zauberer)
- 1964: The Story of WD’s Motion Picture Mary Poppins
- 1964: Walt Disney’s The Misadventures of Merlin Jones
- 1966: Walt Disney’s Donald Duck and the lost Mesa Ranch
- 1967: The Story of WD’s Motion Picture Jungle Book
- 1968: The Story of WD’s Motion Picture Blackbeards Ghost

### Kinderbücher
- 1972: Ragged Ann and the Glad and Sad Day
- 1973: Little Lulu and the Birthday Surprise
- 1974: The Tawny, Scrawny Lio and the Clever Monkey
- 1974: Alonzo Purr, the Seagoing Cat
- 1977: The Owl who loved Sunrise
- 1984: The Gremlin’s Storybook

### Jugendbücher
- 1971: The Mystery of the Flaming Footprints (Die drei ??? und die flammende Spur)
- 1972: The Mystery of the Singing Serpent (Die drei ??? und die singende Schlange)
- 1973: The Mystery of the Monster Mountain (Die drei ??? und das Bergmonster)
- 1974: The Secret of the Haunted Mirror (Die drei ??? und der Zauberspiegel)
- 1975: The Mystery of the Invisible Dog (Die drei ??? und der Karpatenhund)
- 1976: The Mystery of Death Trap Mine (Die drei ??? und die Silbermine)
- 1978: The Mystery of the Magic Circle (Die drei ??? und der magische Kreis)
- 1979: The Mystery of the Sinister Scarecrow (Die drei ??? und der Ameisenmensch)
- 1981: The Mystery of the Scar-Faced Beggar  (Die drei ??? und das Narbengesicht)
- 1981: The Mystery of the Blazing Cliffs (Die drei ??? und die bedrohte Ranch)
- 1983: The Mystery of the Wandering Caveman (Die drei ??? und der Höhlenmensch)
- 1983: The Mystery of the Missing Mermaid (Die drei ??? und der heimliche Hehler)
- 1984: The Mystery of the Trail of Terror (Die drei ??? und der unsichtbare Gegner)
- 1985: The Mystery of the Creep-Show Crooks (Die drei ??? und der höllische Werwolf)
- 1987: The Mystery of the Cranky Collector (Die drei ??? und der schrullige Millionär)
- 1987: The Mystery of the Counterfeit Train Crash (Die drei ??? und der schreiende Zug)
- 1987: The Case of the Savage Statue (Die drei ??? – Savage Statue – Grausame Göttin)